# Río Hua-hum
La rivière Hua-hum est un cours d'eau d'Argentine dans la province de Neuquén (Patagonie), et du Chili dans la région des Fleuves (Chili méridional). Elle draine les eaux du lac Lácar et du lac Nonthué jusqu'au Lac Pirihueico.
Son débit, au paso Hua Hum, à la frontière argentino-chilienne est estimé à 62 m3/s. En Argentine, la surface de son bassin est de 1 055 km2.